# 吉竹春樹
吉竹 春樹（よしたけ はるき、1961年1月5日 - ）は、福岡県春日市出身の元プロ野球選手（外野手、左投左打）・監督・コーチ。

## 経歴
九州産業高校では2年時にエースの梅津茂美を擁し、一塁手、六番打者として1977年夏の甲子園県予選決勝に進出。田中和博、清家政和、野田雲平らのいた優勝候補筆頭の柳川商を降し、甲子園に出場。本大会では2回戦（初戦）で福島商の三浦広之投手に完封を喫する。翌1978年は県予選で敗退し、甲子園には出場できなかった。
高校卒業後は九州産業大学への特待生進学が決まっていたが、1978年オフにドラフト外で阪神タイガースに投手として入団。
1年目は打撃投手などを務め、2年目の1980年に内野手へ転向。安芸キャンプで松木謙治郎に打撃を認められると、1981年には外野手へ転向。1983年から4年連続して100試合以上に出場。1983年は打率.330の好記録を残す。1984年は開幕から一番打者、右翼手として起用され、74試合に先発出場。1985年には21年ぶりのリーグ優勝に貢献。同年の西武ライオンズとの日本シリーズで球団初の日本一に輝く。しかし自身は3試合に中堅手として先発するが無安打、第5戦で守備固めに入り左犠飛で1打点を記録するにとどまった。
1986年オフ、田尾安志との交換トレードで前田耕司と共に西武ライオンズへ移籍。1987年は開幕から二番打者、左翼手の定位置を得る。しかしオールスターゲーム初出場直後の1987年8月11日の近鉄戦で村上隆行の右飛を追った際にフェンスと人工芝の間に右足を挟まれ転倒、右足大腿骨骨折の重傷を負った。負傷の影響で翌1988年は12試合の出場に留まるが、同年の中日ドラゴンズとの日本シリーズでは最終第5戦で先発出場、三塁打を放つなど復活の兆しを見せる。
1989年には完全復活、69試合に左翼手として先発し、打率.314の好成績を挙げた。その後も安部理、森博幸、笘篠誠治などと激しく定位置を争い準レギュラーとして活躍。1992、1993年は大塚光二の台頭や安部の復調で出場機会が大きく減ったが、1994年は平野の退団に伴い再度準レギュラーに復活し、1996年限りで引退した。守備には定評があったが、肩が弱く、1989年は北村照文がしばしば吉竹の守備固めに入った。また、1994年日本シリーズ第4戦では、9回表にレフトに守備固めとして入ったが、2アウト後の同じイニングに守備固めを送られている（同点とされさらに得点圏に走者を置いた勝ち越しの場面で、バックホームに備えて羽生田忠克をライトに送られて、ライトの大塚がレフトに回った）。バッティングは長打力はないもののしばしば2割台後半の打率を残した。
引退後は阪神に復帰。1997年から2000年まで二軍外野守備・走塁コーチ,2001年から2002年は一軍外野守備・走塁コーチ 2003年は再び二軍外野守備・走塁コーチ、2004年から2006年までは一軍外野守備・走塁コーチ 、2007年 - 2008年は一軍チーフ野手コーチを務めたが、優勝を逃した責任を取り退任した監督の岡田彰布と共に退任。2009年から2010年までは管理部課長二軍担当、2011年から2012年まで二軍監督、2013年は監督の和田豊の要望で一軍作戦兼守備・走塁コーチ、2014年は一軍野手総合コーチを務めた。
2015年より、BCリーグ・福井ミラクルエレファンツの監督を務める。2015年シーズンはチームを西地区優勝に導いたがリーグチャンピオンシップでは新潟アルビレックス・ベースボール・クラブに敗退。
2016年シーズンは西地区で後期最下位ながら年間勝率2位となり、前後期を制覇した石川ミリオンスターズとの地区チャンピオンシップ（全3戦）に出場、1敗すれば敗退となる条件で2連勝したが、最終戦が雨天中止となり、予備日程が残っていなかったことから石川の優勝が決定した。リーグ優勝を目標としていた吉竹は、9月23日に今季限りでの退任を表明した。なお同年の学生野球資格回復研修を受講した上で、翌2017年2月7日に日本学生野球協会より学生野球資格回復の適性認定を受けたことにより、学生野球選手への指導が可能となった。
2017年春から、西武時代の先輩・行澤久隆が監督を務める地元福岡の日本経済大学硬式野球部助監督となる。
2018年11月からは吉竹が在籍時に出場して以来、甲子園出場を果たせていない母校・九州産業大学付属九州産業高等学校からのオファーがあり、監督に就任。2024年夏退任。

## 詳細情報

### 年度別打撃成績
| 年 度      | 球 団      | 試 合 | 打 席 | 打 数 | 得 点 | 安 打 | 二 塁 打 | 三 塁 打 | 本 塁 打 | 塁 打 | 打 点 | 盗 塁 | 盗 塁 死 | 犠 打 | 犠 飛 | 四 球 | 敬 遠 | 死 球 | 三 振 | 併 殺 打 | 打 率 | 出 塁 率 | 長 打 率 | O P S |
| ---------- | ---------- | ----- | ----- | ----- | ----- | ----- | -------- | -------- | -------- | ----- | ----- | ----- | -------- | ----- | ----- | ----- | ----- | ----- | ----- | -------- | ----- | -------- | -------- | ----- |
| 1981       | 阪神       | 81    | 103   | 86    | 16    | 16    | 4        | 0        | 0        | 20    | 2     | 1     | 2        | 5     | 1     | 9     | 0     | 2     | 21    | 1        | .186  | .276     | .233     | .508  |
| 1982       | 阪神       | 43    | 43    | 39    | 5     | 9     | 1        | 0        | 0        | 10    | 5     | 2     | 2        | 2     | 0     | 1     | 0     | 1     | 9     | 1        | .231  | .268     | .256     | .525  |
| 1983       | 阪神       | 106   | 226   | 212   | 31    | 70    | 13       | 0        | 5        | 98    | 19    | 5     | 4        | 3     | 0     | 10    | 0     | 1     | 31    | 3        | .330  | .363     | .462     | .825  |
| 1984       | 阪神       | 119   | 340   | 304   | 44    | 79    | 11       | 2        | 6        | 112   | 27    | 16    | 4        | 5     | 4     | 24    | 1     | 3     | 51    | 9        | .260  | .316     | .368     | .685  |
| 1985       | 阪神       | 118   | 211   | 186   | 41    | 46    | 11       | 2        | 2        | 67    | 16    | 7     | 3        | 11    | 0     | 13    | 0     | 1     | 35    | 3        | .247  | .300     | .360     | .660  |
| 1986       | 阪神       | 117   | 237   | 216   | 33    | 51    | 11       | 1        | 6        | 82    | 24    | 9     | 2        | 16    | 0     | 4     | 0     | 1     | 49    | 2        | .236  | .253     | .380     | .633  |
| 1987       | 西武       | 77    | 222   | 200   | 23    | 53    | 3        | 0        | 5        | 71    | 16    | 4     | 6        | 14    | 1     | 6     | 0     | 1     | 35    | 4        | .265  | .288     | .355     | .643  |
| 1988       | 西武       | 12    | 19    | 18    | 0     | 3     | 0        | 0        | 0        | 3     | 0     | 0     | 0        | 0     | 0     | 1     | 0     | 0     | 3     | 1        | .167  | .211     | .167     | .377  |
| 1989       | 西武       | 98    | 290   | 242   | 42    | 76    | 14       | 1        | 3        | 101   | 28    | 5     | 5        | 13    | 4     | 30    | 1     | 0     | 31    | 5        | .314  | .384     | .417     | .801  |
| 1990       | 西武       | 75    | 144   | 123   | 17    | 32    | 6        | 0        | 1        | 41    | 10    | 3     | 2        | 6     | 0     | 14    | 0     | 1     | 20    | 2        | .260  | .341     | .333     | .674  |
| 1991       | 西武       | 108   | 206   | 180   | 25    | 46    | 10       | 1        | 2        | 64    | 16    | 4     | 1        | 6     | 1     | 18    | 2     | 1     | 20    | 1        | .256  | .325     | .356     | .681  |
| 1992       | 西武       | 19    | 24    | 21    | 2     | 3     | 0        | 0        | 0        | 3     | 2     | 0     | 0        | 1     | 0     | 2     | 0     | 0     | 9     | 0        | .143  | .217     | .143     | .360  |
| 1993       | 西武       | 23    | 43    | 38    | 0     | 8     | 1        | 0        | 0        | 9     | 1     | 3     | 1        | 4     | 0     | 1     | 0     | 0     | 9     | 0        | .211  | .231     | .237     | .468  |
| 1994       | 西武       | 101   | 262   | 214   | 40    | 52    | 5        | 2        | 4        | 73    | 21    | 9     | 1        | 16    | 1     | 31    | 0     | 0     | 48    | 1        | .243  | .337     | .341     | .679  |
| 1995       | 西武       | 31    | 46    | 37    | 5     | 9     | 3        | 0        | 0        | 12    | 2     | 0     | 0        | 0     | 0     | 9     | 0     | 0     | 8     | 0        | .243  | .391     | .324     | .716  |
| 通算：15年 | 通算：15年 | 1128  | 2416  | 2116  | 324   | 553   | 93       | 9        | 34       | 766   | 189   | 68    | 33       | 102   | 12    | 173   | 4     | 12    | 379   | 33       | .261  | .319     | .362     | .681  |

### 記録
初記録
- 初出場：1981年4月8日、対広島東洋カープ2回戦（広島市民球場）、8回表に池内豊の代打として出場
- 初打席：同上、山根和夫の前に凡退
- 初安打：1981年4月12日、対読売ジャイアンツ3回戦（阪神甲子園球場）、8回裏に浅野啓司から
- 初先発出場：1981年4月14日、対中日ドラゴンズ1回戦（阪神甲子園球場）、2番・左翼手として先発出場
- 初打点：1981年6月9日、対横浜大洋ホエールズ9回戦（阪神甲子園球場）、5回裏に前泊哲明から決勝適時二塁打
- 初盗塁：1981年9月6日ヤクルト戦（明治神宮野球場） 6回表にダグ・オルトの代走で出場、二盗
- 初本塁打：1983年5月14日、対横浜大洋ホエールズ6回戦（阪神甲子園球場）、8回裏に五月女豊から右越3ラン

節目の記録
- 1000試合出場：1994年4月13日、対福岡ダイエーホークス2回戦（福岡ドーム）、2番・右翼手として先発出場　※史上316人目

その他の記録
- オールスターゲーム出場：1回 （1987年）

### 背番号
- 53 （1979年 - 1983年）
- 8 （1984年 - 1986年）
- 2 （1987年 - 1996年）
- 82 （1997年 - 1998年、2015年 - ）
- 76 （1999年 - 2008年）
- 74 （2011年 - 2014年）